# Elysius intensa
Elysius intensa là một loài bướm đêm thuộc phân họ Arctiinae, họ Erebidae.